# Cosmosoma sandion
Cosmosoma sandion là một loài bướm đêm thuộc phân họ Arctiinae, họ Erebidae.